# Arpine Martojan
Arpine Martojan (armensko Արփինե Մարտոյան), bolj znana kot Maléna (armensko Մալենա), armenska pevka in tekstopiska * 10. januar 2007.
Maléna je zastopala Armenijo na Mladinski Pesmi Evrovizije 2021 s pesmijo »Qami Qami«, kjer je zmagala na tekmovanju in postala drugi armenski otroški predstavnik z zmago na mladinski pesmi Evrovizije.

## Zgodnje življenje
Maléna se je rodila v Erevanu dne 10. januarja 2007, mami igralki Ani Manučarjan. Z mamo je tudi nastopila v več epizodah armenske televizijske humoristične serije Stone Cage. Maléna študira na glasbeni šoli Sajat-Nova v Erevanu, kjer se je naučila igrati violončelo.

## Kariera
Maléna se je prvič prijavila na nacionalni izbor Armenije za mladinsko pesem Evrovizije leta 2018. V nacionalnem izboru Depi Mankakan Evratesil je nastopila s pesmijo »Par« pod umetniškim imenom Arpi ter obstala v polfinalu, kjer se je uvrstila na 8. mesto.
Od leta 2020 Maléna sodeluje s armensko glasbeno založbo TKN Entertainment. Maléna bi morala zastopala Armenijo na mladinski pesmi Evrovizije 2020 s pesmijo »Why«, vendar je država odstopila od tekmovanja zaradi vojne v gorskem Karabahu leta 2020. Naslednje leto je bila ponovno izbrana za predstavnika Armenije na otroškem tekmovanju za pesem Evrovizije 2021 v Parizu v Franciji s pesmijo »Qami Qami«. Maléna je zmagala na tekmovanju z 224 točkami in tako postala druga armenska udeleženka, ki je zmagala na tem tekmovanju. Po njeni zmagi je javna televizijska hiša Armenije (AMPTV) objavila, da bo gostila mladinsko pesem Evrovizije 2022 v Armeniji.

## Diskografija

### Pesmi
- »Par« (2018)
- »Why« (2020)
- »Qami Qami« (2021)
- »Chem Haskanum« (2021)